# 马六甲海峡

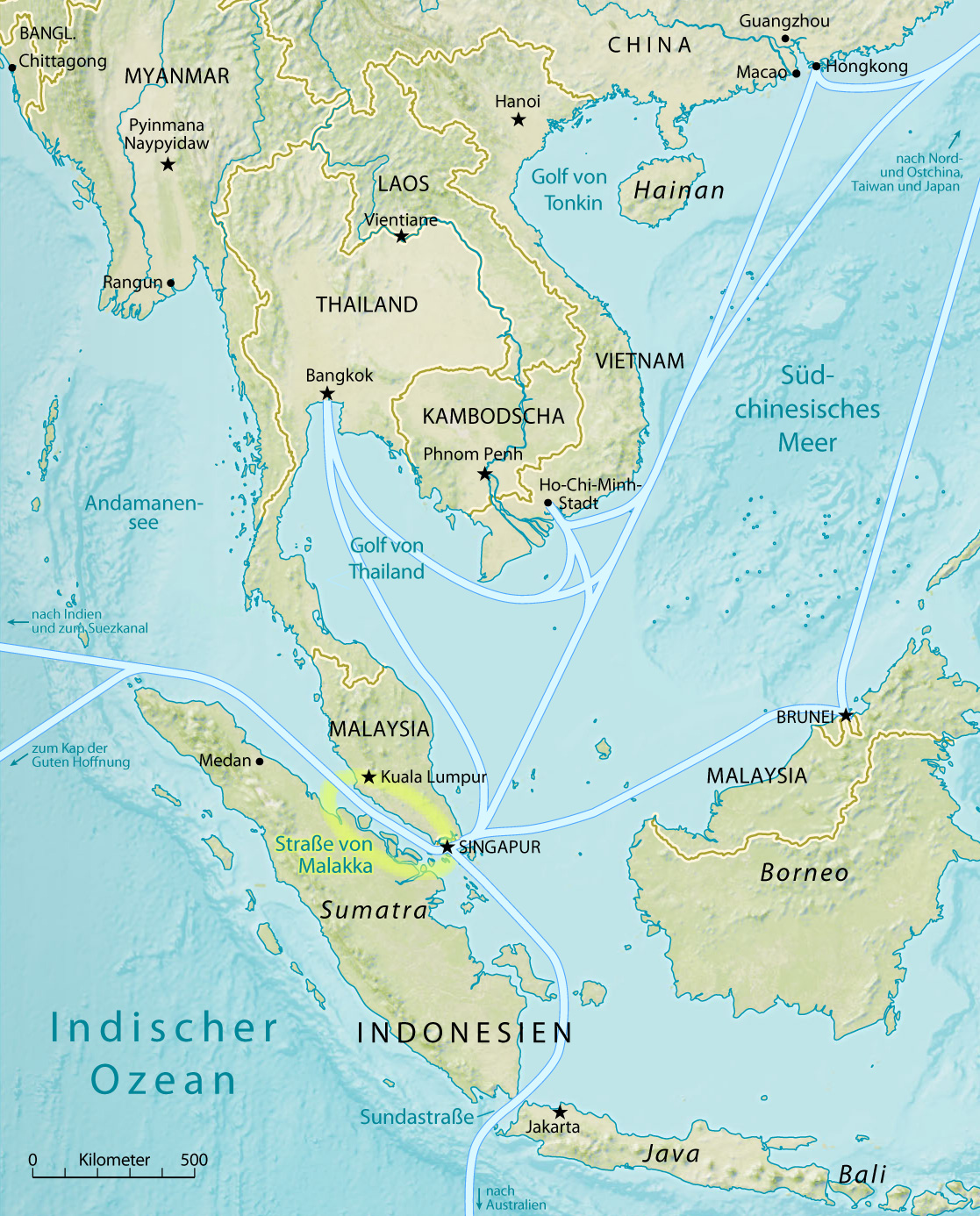
馬六甲海峽、巽他海峽附近主要的地形和路線圖

马六甲海峡（英語：Strait of Malacca）是位于马来半岛与苏门答腊岛之间的海峡。
马六甲海峡呈东南－西北走向。它的西北端通印度洋的安达曼海，东南端连接南中国海（南海）。海峡全长约1,080公里，西北部最宽达370公里，东南部最窄处只有2.8公里，是连接沟通太平洋与印度洋的国际水道。在界限方面，馬六甲海峽西抵泰國布吉島與印尼蘇門答臘島間，東至馬來亞丹絨比艾與印尼廖內群島之間（經新加坡聖約翰島與印尼安樂島間水道銜接新加坡海峽）。
马六甲海峡因沿岸有马来亚古城马六甲而得名。海峡现由新加坡、泰国、馬來西亞和印度尼西亚4国共管。海峡处于赤道无风带，全年风平浪静的日子很多。海峡底质平坦，多为泥沙质，水流平缓，因為深度不深，需要符合馬六甲型限制內的船才可以通過。

## 马六甲海峡的重要性
马六甲海峡无论在经济或军事上而言，都是很重要的国际水道。重要性可与苏伊士运河或巴拿马运河相比。

### 十字路口

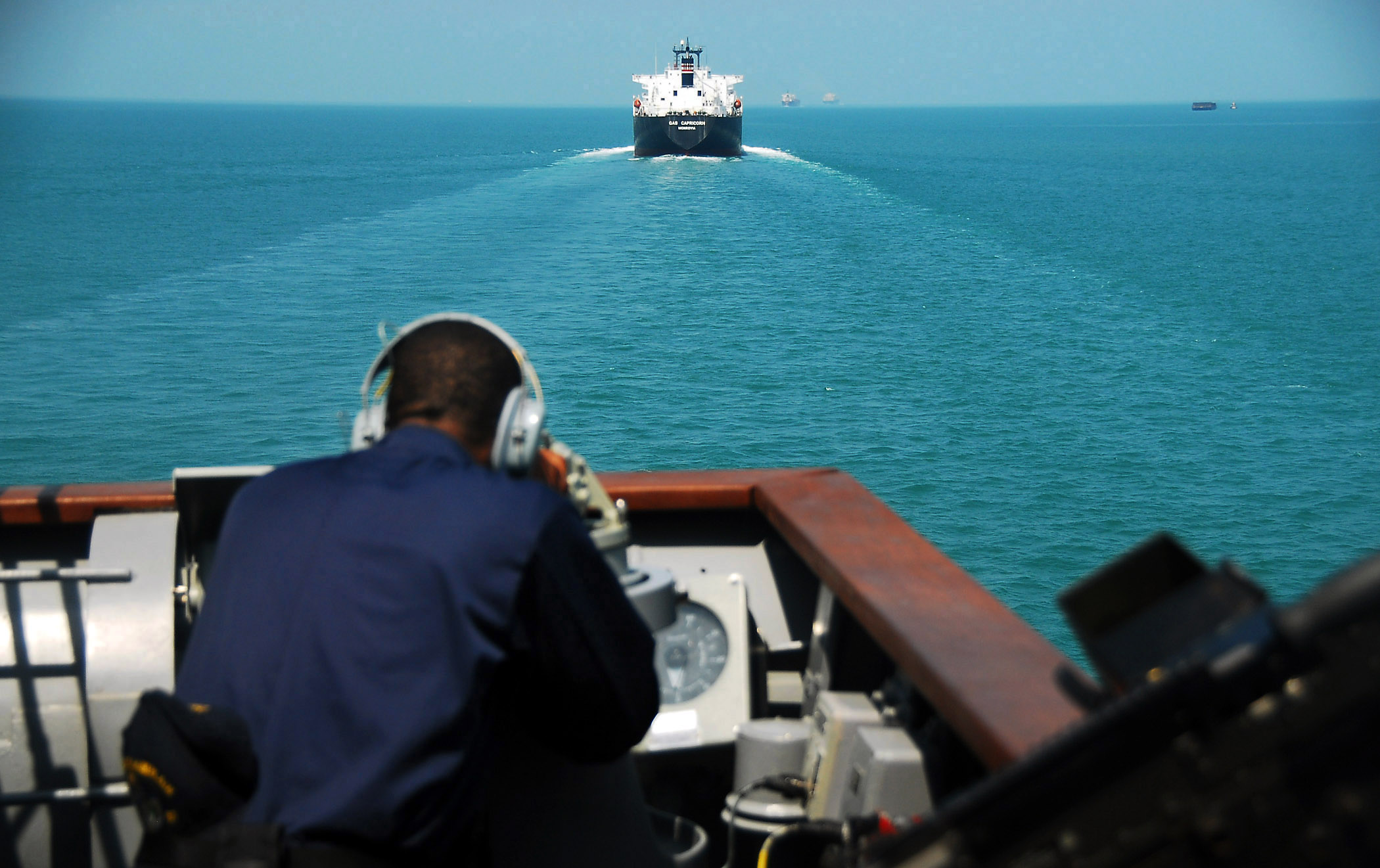
通過马六甲海峡的貨船

马六甲海峡位于马来半岛与苏门答腊岛之间，东南－西北走向。马六甲海峡地处太平洋、印度洋的交界处，是沟通太平洋与印度洋的咽喉要道。也是亚洲与大洋洲的十字路口。

### 马六甲海峡在经济上的重要性
马六甲海峡是印度洋与太平洋之间的重要通道，连接了世界上人口甚多的三个大国：中国、印度与印尼。另外也是西亚石油到东亚的重要通道，经济大国日本常称马六甲海峡是其“生命线”。
每年约有5万艘船只通过马六甲海峡，随着中国的经济崛起，预计该数字（2017年）将在20年后将增加一倍。占了世界的海上贸易的五分之一到四分之一的份额。世界四分之一的运油船经过马六甲海峡。例如：在2003年，一天估算有一千一百万桶石油（约170万m³）经过马六甲海峡。

## 马六甲海峡的问题

### 海峡通路狭小问题
虽然有805公里长，马六甲海峡南部出口，一条在新加坡南部水域、介乎新加坡聖約翰島與印尼安樂島的水道（英文：Phillips Channel），只有2.8公里宽。是整个马六甲海峡的瓶颈，具有非常重要的战略意义。

### 海盗猖獗
由于马六甲海峡是繁忙水道，且海峡有很多宽度狭小处。19世纪时，马六甲海峡就是一个海盗猖獗的海峡。海盗盗劫来往的商船。
21世纪海盗也并未消失，且日益猖獗。这是由于马六甲海峡货船增多，而马来西亚、印尼、新加坡、泰国四国海军的实力有限，马六甲海峡又是四国交界，国际间合作有些问题。
现代在马六甲海峡发生的海盗事件，从1994年的25宗增加到2000年的220宗。而在2003年则发生了150宗，占世界海盗事件的三分之一。
为了对抗海盗，马来西亚、印尼、新加坡、泰国四国海军于2004年7月开始已经增加了巡逻次数，要全年全天候巡逻马六甲海峡。

### 恐怖主义的威胁
由于马六甲海峡宽度最窄处的新加坡海峡，只有2.8公里，而其深度只有25米。很多专家担心若恐怖份子将一些船在这些地区弄沉，将会对世界经济造成巨大损失。

### 印尼造成的烟雾
由于印尼常发生森林大火，有些印尼人又有焚烧森林进行火耕的传统，结果马六甲海峡常出现烟雾。影响了航行安全。有时候可见度只剩下200米。

### 水深漸淺，會發生擱淺事故
馬六甲海峽海底平坦，多為泥沙質，而且水流平緩，容易淤積泥沙，所以水下有數量不少的淺灘與沙洲。 马六甲海峡水深最浅的地方只有25公尺，能通过马六甲海峡的标准化最大船型叫“马六甲型”，吃水更少的苏伊士型及巴拿马型均可通过，但吃水更深的中国型及大部分好望角型则不能通过。此外，巨大的郵輪擱淺事故時有發生。有學者預計，由於兩岸泥沙迅速淤填，在一千年後，馬來半島與蘇門答臘島可能相接，馬六甲海峽將會消失。

## 世界各国的马六甲海峡战略

### 沿岸國家
馬六甲海峽的沿岸國家，即新加坡、馬來西亞、泰國、印尼四國。其中印馬兩國一直反對外部力量介入馬六甲海峽，認為這將是對其主權的侵犯。
一直以來，沿海四國對處理馬六甲海峽事務遵循三原則
1. 沿岸國家對附屬海域擁有主權和維護安全的義務
2. 承認相關大國在該區域有利益
3. 一切行動必須尊重國家主權和依據國際法。

沿海四國於1971年11月發表了關於馬六甲海峽的聲明，反對海峽『國際化』，宣佈四國共管海峽事務。
專家認為，沿海四國會有選擇性的接受各大國的幫助，但只是提供裝備、後援、訓練之類的低強度、間接幫助，只能間接地提供幫助來加強對海峽的巡邏能力，從而有限地控制和減少海盜以及恐怖襲擊事件的發生，而不是讓大國直接介入馬六甲海峽事務。

### 中华人民共和国
中华人民共和国的85%的石油依靠水路运送。多需要经过马六甲海峡。
2006年4月20日馬來西亞交通部長陳廣才在星报（英文：The Star）中說，由于馬六甲海峽頻繁發生的海盜活動，增加了人們對該海峽受到恐怖主義攻擊危險的擔憂。在陳廣才当时造訪北京時，馬六甲海峽保安是主要談論課題之一。
中國提出為加強馬六甲海峽的保安提供幫助。協助的形式將是交換訊息，以及派送專家來訓練馬來西亞海事人員。马来西亚政府已经同意了中国提议的一份兩國海事合作諒解備忘錄。中国政府将在同年4月尾，派一組專家到大马，商談備忘錄細節。

### 美国
由于马六甲海峡的地位重要，2005年6月，美國國防部長拉姆斯菲爾德在新加坡出席第四屆亞洲安全會議期間，提及沿岸國海軍力量難以應付海盜和恐怖襲擊，並稱美國願意與沿海國家組成聯合巡邏隊，確保馬六甲海峽安全，但是遭到马来西亚与印尼的拒絕。

## 相关
- 柔佛海峡